# Creixen
El creixen (Nasturtium officinale segons William Townsend Aiton) és una planta de la família de les brassicàcies. La planta silvestre creix en abundància a la major part dels rierols i corrents frescos poc profunds d'Europa i Àsia, d'on és originària. Es troba àmpliament difosa als Països Catalans.
A partir del segle xix es va introduir el seu cultiu en horts i el seu ús com a planta cultivada ha anat augmentant a poc a poc. S'ha anat estenent d'Europa i Àsia cap a d'altres continents i actualment es pot trobar a Amèrica del Nord i a Amèrica del Sud, o al Carib.
En català el creixen també es coneix amb els noms de caputxina, morritort d'aigua, creixenera, créixens vers, créixec, greixes, morritort d'aigua, o ravenell d'aigua entre d'altres.
El seu nom botànic en llatí (Nasturtium officinale) és una composició on nasturtium prové de nasus ("nas") i de tortus ("tort") per l'olor picant de la planta que irrita el nas; officinale indica que la planta s'utilitzava en farmàcia.

## Morfologia

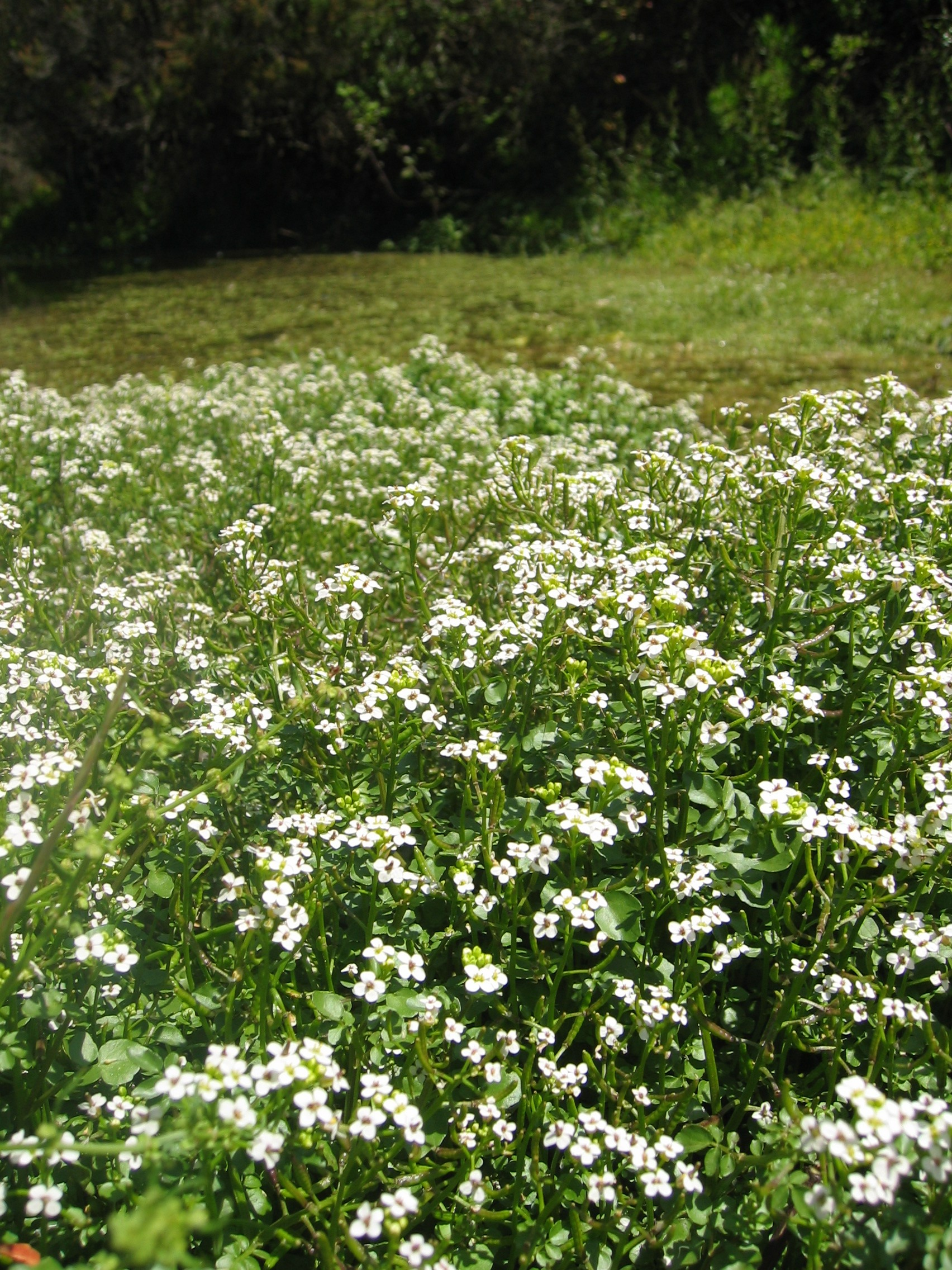
créixens a la natura

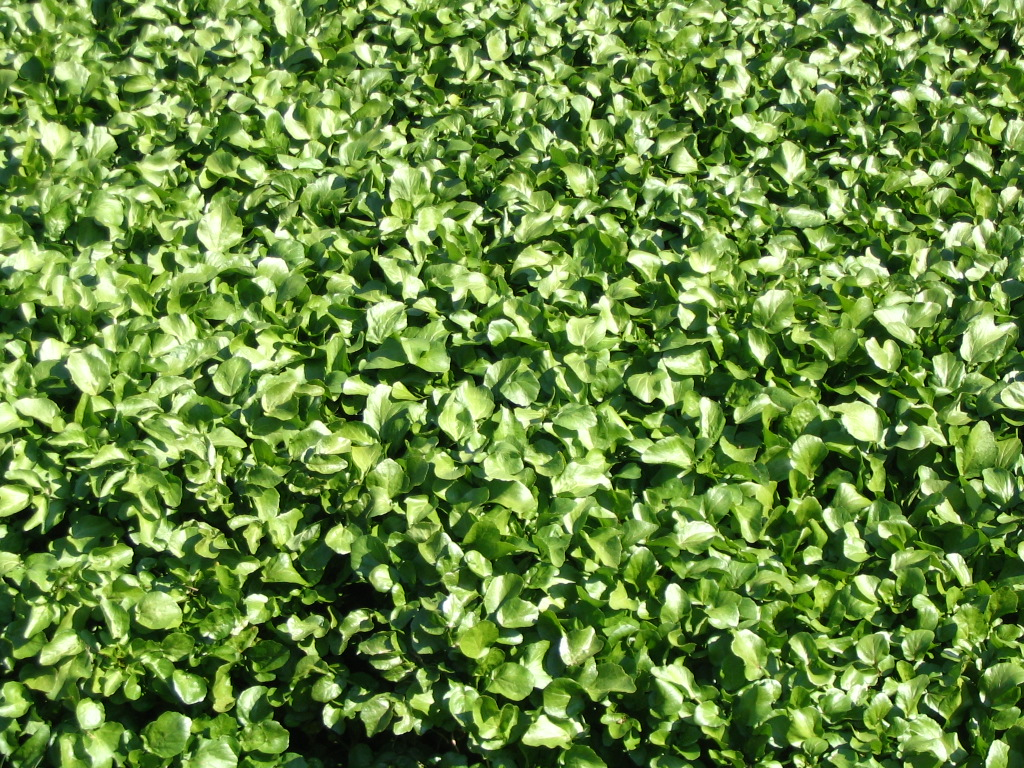
Hort de créixens

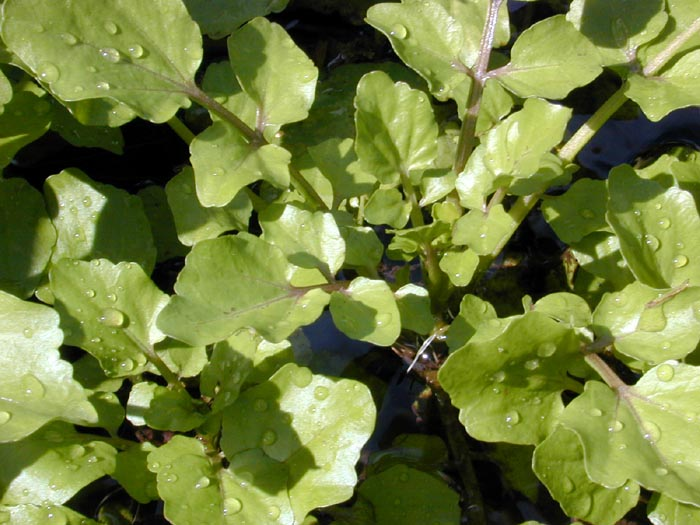
Aspecte general

Planta perenne de 10 a 60 cm d'alçada. La seva forma vital de Raunkjaer és l'hidròfit.
Té les fulles imparipinnades, compostes i oposades, amb el limbe ovad, l'àpex obtús i la base cordada. S'insereixen de manera peciolada i són una mica dentades. L'arrel és fasciculada, caulògena i de color blanc. La tija és monopòdica i amb circells. És una planta glabra, que vol dir que no té pilositat.
No té repartició de sexes. Les seves flors són blanques i verdes, i hermafrodites amb inflorescència racemosa (en raïm). Té el calze verd amb flors de 4 pètals lliures i 4 sèpals també lliures. L'androceu és ovadelfs amb 6 estams, amb 2 d'ells molt curts. El gineceu té flor perigina i un ovari súper de color porpra o verd. Fan fruits en síliqua. En el seu interior conté dues fileres de llavors rogenques. Floreix de gener a novembre.

## Ecologia
La planta silvestre creix en abundància a la majoria dels rierols, torrents, corrents frescos poc profunds, aigües mòbils poc profundes (que contenen quantitats elevades de residus orgànics, on formen una capa espessa cobrint la superfície de l'aigua), com fonts, cursos d'aigua poc profunds, llacunes, etc., que suporten llargues sequeres del sòl, per tant és una planta característica d'ambients aquàtics, amb calor moderada. També en trobem a la vora de basses d'aigües riques, del nivell del mar fins a 1600 m d'altitud. Creix a plena llum, encara que suporta l'ombra. Necessita sòls entollats rics en bases (a un pH entre 5,5 i 8). És indicadora d'alcalinitat. També es troba en sòls moderadament pobres o lleugerament rics en nitrogen. Al contrari, no és present en sòls molt fertilitzats.

## Gastronomia

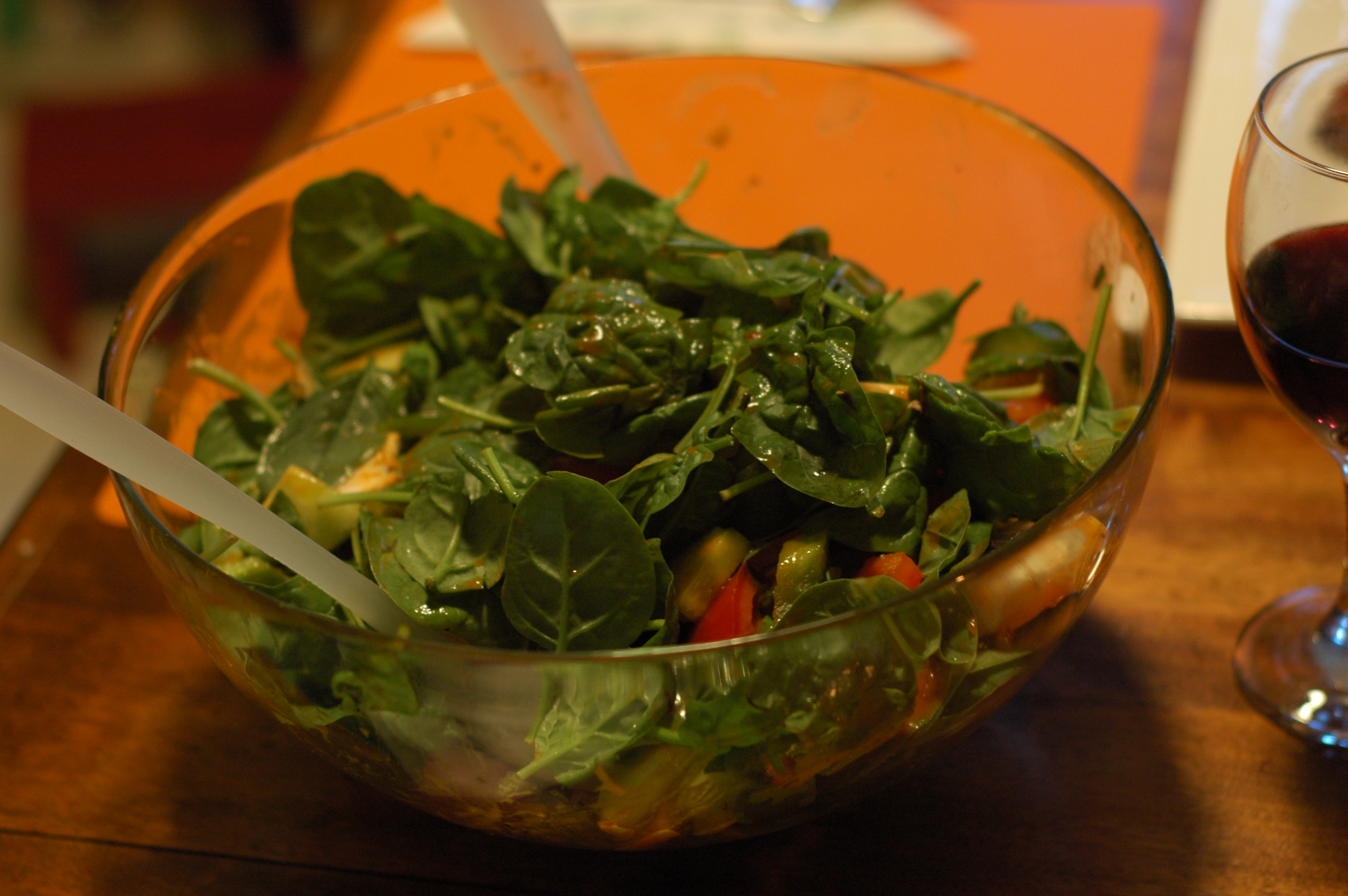
Amanida del Marroc amb fulles de creixen

És una planta amb fulles i tiges comestibles tendres i delicades. Es considera molt saludable i digestiva, alta en vitamina A i C ferro i calci. És destacable el seu contingut en vitamina K, zinc. Una vegada la planta ha florit, les fulles tenen un gust més picant. Antigament el seu consum es limitava a les zones rurals i era usada com a substitut de l'enciam. Durant un temps va caure en desús a causa de ser més difícil de conservar. En ambient càlid i sec les fulles es marceixen ràpidament, esdevenint inútils per a la comercialització. Normalment al mercat el creixen es troba en bosses de cel·lofana.
El creixen s'utilitza principalment en la preparació d'amanides, sovint combinat amb altres vegetals pel seu gust amb caràcter. El creixen cuinat també es pot fer servir per cremes o sopes. Les fulles tendres serveixen per decorar plats o com a guarnició de carns fredes i peixos. El seu gust recorda al de la mostassa, tot i que és un xic més suau i dolç. Les llavors s'utilitzen per elaborar mostassa. Com que és una planta aquàtica cal tenir sempre la precaució de rentar molt bé les fulles abans d'utilitzar-les.

## Farmacologia

### Part utilitzada (droga)
Tija, fulles i suc.

### Composició química
Tenen un alt contingut en sals i minerals (potassi, calci, ferro, sofre, iode, sodi, coure, fòsfor, magnesi, manganès i zinc), és molt rica en fibra alimentària i vitamines C, A i B. En general conté àcids (ascòrbic, aspàrtic i glutàmic), aminoàcids (alanina, arginina, cistina, fenilalanina, glicina, histidina, isoleucina, lisina, metionina, prolina, tirosina, treonina i valina), betacaroté, gluconasturina, glucòsids (singrina, sinalbina, glucotropeolina (oli essencial) i gluconasturtina).
| Composició | %    |
| ---------- | ---- |
| Aigua      | 93,1 |
| Glúcids    | 2,0  |
| Proteïnes  | 1,5  |
| Lípids     | 0,3  |
| Fibres     | 2,0  |

| Minerals | mg/100g | Vitamines     | mg/100g |
| -------- | ------- | ------------- | ------- |
| Potassi  | 304     | Vitamina C    | 60      |
| Fósfor   | 53      | Provitamina A | 2,9     |
| Calci    | 160     | Vitamina B1   | 0,1     |
| Magnesi  | 20      | Vitamina B2   | 0,1     |
| Sofre    | 130     | Vitamina B3   | 0,4     |
| Sodi     | 42      | Vitamina B5   | 0,2     |
| Bor      | 0,1     | Vitamina B6   | 0,1     |
| Ferro    | 3       | Vitamina B9   | 0,2     |
| Coure    | 0,06    | Vitamina E    | 1,2     |
| Zinc     | 0,4     | Vitamina K    | 0,25    |
| Manganès | 0,4     |               |         |

### Usos medicinals
Alleugereix la bronquitis i certes afeccions cutànies. És molt recomanat en els casos de malalties de la pell (acne, canyella, etc.). També s'utilitza per treure les taques de la cara i per la tinya del cuir cabellut (crostes en el cuir cabellut). És una planta considerada com a netejadora (depura la sang) a causa del seu alt contingut en vitamina C. Les fulles són antiescorbútiques, depuratives, diürètiques, expectorants, purgants, hipoglucèmiques, odontàlgiques, estimulants i estomàtiques. El suc fresc s'utilitza de forma interna i externa per a tractar pit, ronyons, irritacions cròniques i inflamacions. En general, doncs, s'utilitza tant externament com internament i va bé per la tos, la bronquitis, el refredat, la diabetis, l'obesitat i pel fetge. També lluita en contra de la calvície, de les úlceres de la boca, la gingivitis i les fulles ajuden a cicatritzar les ferides.

### Accions farmacològiques / propietats
Té propietats altament depuratives (purifica la sang). A més, és considerat un gran diürètic (augmenta la secreció i excreció de l'orina) en conjunt amb el julivert. Tanmateix, la seva principal qualitat curativa es basa en el seu poder expectorant en els casos de constipats pulmonars crònics i dels bronquis. Per a l'aparell respiratori té propietats antivirals, antibronquítiques, expectorants, febrífugues i tòniques. En el metabolisme té capacitat diurètica, antiartrítica i depurativa. Conté principis estimulants de la fam. També té propietats abortives per la seva acció sobre la matriu.

### Toxicitat
Poden estar contaminades de Fasciola hepàtica (endoparàsit) i causar distomatosis hepàtica (una malaltia que afecta el fetge). S'ha de vigilar si l'aigua on es troba està neta per a evitar intoxicacions. Pot agreujar problemes gàstrics en persones que ja en pateixin, com també problemes de ronyons o vesícula a malalts. Un ús excessiu pot causar mal d'estómac o provocar una irritació de la bufeta urinària i dels ronyons o les dues coses alhora.

## Conreu

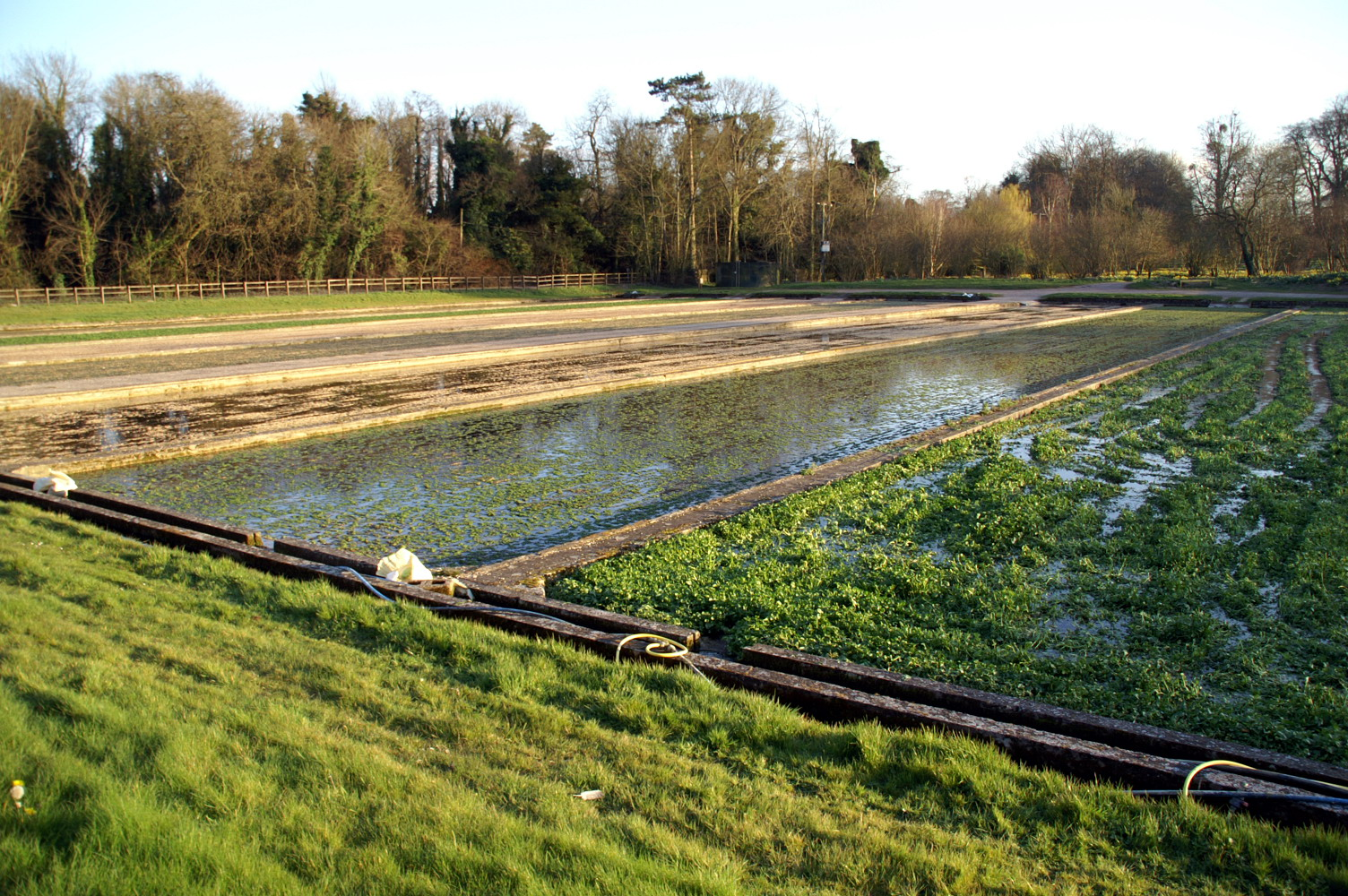
Conreu de créixens a Warnford, Hampshire

Fou cultivat per primera vegada a França al segle xiv, on encara és molt apreciat. A partir del segle xix es va introduir el seu cultiu en molts horts i el seu ús com a planta cultivada ha anat augmentant.
En estat silvestre només es troba en aigües netes en grups anomenats "creixenars". Creix ràpidament i es cull abans que floreixi per obtenir-ne les fulles tendres. En conreu necessita també un corrent d'aigua, que sovint es fa modernament en condicions d'hidroponia. Les fulles no poden ser conservades gaire temps.
El sòl ha de tenir, almenys, 8 cm de fang sorrenc, ric en humus. Es planten els esqueixos d'uns 10-20 cm de llarg, enfilades, a 10 cm unes de les altres. Si es vol plantar llavors, se sembren en testos que s'han de mantenir humits. Quan les noves plantes tenen algunes fulles es posen en aigua, tenint cura de què les fulles finals sobresurtin de la superfície de l'aigua. A l'hivern han d'estar coberts d'aigua, la qual cosa s'aconsegueix posant alguns maons sobre les tiges. L'època ideal de recol·lecció és als mesos d'hivern, des de l'octubre fins a l'abril, encara que es pot recollir en qualsevol època de l'any, sempre que la planta estigui fresca i sense florir. Es tallen les tiges, aproximadament de 8 cm, i es lliguen en petits grapats. Aquests grapats, ben rentats, es posen en aigua per conservar-se frescos fins al seu consum.
Floreix una mica abans del mes d'abril, i s'ha de collir abans que floreixi i creixi molt per sobre de l'aigua, ja que com més jove i tendra sigui la planta major valor culinari tindrà. A partir del mes de gener es poden collir els brots que trenquen la superfície de l'aigua. És convenient collir la planta el mateix dia que s'ha de consumir i no s'ha de deixar a l'aire lliure, perquè es panseix ràpidament.

## Història i creences populars
Escrits antics revelen que des de l'època antiga, els homes han reconegut les propietats alimentàries i farmacèutiques del creixen. A més, li atribuïen virtuts màgiques i l'utilitzaven per a la preparació de filtres, uns beuratges màgics que se suposava que inspiraven l'amor.
Xenofont explica que quan els joves perses anaven de cacera, se satisfeien amb aigua i pa condimentat amb créixens.
Dioscòrides Pedaci, a la seva obra De materia medica(segle i), li va trobar virtuts afrodisíaques. A l'edat mitjana, es pensava que es podia utilitzar com antídot dels esmentats filtres.